# كارولينا سانشيز
كارولينا سانشيز (19 سبتمبر 1971) هي صحفية كوستاريكية المولودة في فنزويلا، ومقدمة وسيدة أعمال. وهي معروفة بعملها على قناة ريبريتيل 11.

## السيرة الشخصية
في عام 1981 انتقلت سانشيز من موطنها الأصلي ماراكاي فنزويلا لمتابعة مهنة الصحافة وتزوج رجل الأعمال الكوستاريكي كارلوس رودريغيز. في السابق حصلت على شهادة جامعية في الصحافة من جامعة أندريس بيلو الكاثوليكية في كاراكاس وعملت كمساعد إنتاج في شركة إعلانات ومقدمة برامج رياضية في الإذاعة والتلفزيون، ومحررة لمجلة ترفيهية، ومراسلة لصحيفة إل سيغلو. بينما طلقت رودريغيز بسبب الخيانة الزوجية تخرجت بامتياز مع مرتبة الشرف من جامعة كوستاريكا بدرجة الماجستير. في عام 2009 انضمت سانشيز إلى قناة ريبريتيل 11. في 15 أبريل 2014 قدمت سانشيز استقالتها من برنامج القناة 11 مستشهدة بمسؤوليات متزايدة في وظيفتها الأخرى في كلارو كوستا ريكا وغادرت القناة رسميًا بعد شهر واحد بالضبط مما أثار استياءها مدير العرض.
في 2 يناير 2013 أثناء رحلة بحرية في البحر الكاريبي التقت بزوجها المستقبلي فرناندو ألتمان، الذي كان قد شاهد سانشيز في دور «لا شاما» على القناة 11. في 24 سبتمبر 2015 تزوجت سانشيز من ألتمان بعد ثلاث سنوات من الخطوبة.